# Medalles del Cercle d'Escriptors Cinematogràfics de 1970
La cerimònia de lliurament de les medalles del Cercle d'Escriptors Cinematogràfics de 1970 va tenir lloc en 1971 al Cinema Palafox de Madrid amb l'assistència de l'actor Richard Harris. Va ser el vint-i-sisè lliurament d'aquestes medalles, atorgades per primera vegada vint-i-cinc anys abans pel Cercle d'Escriptors Cinematogràfics (CEC). Els premis tenien per finalitat distingir als professionals del cinema espanyol i estranger pel seu treball durant l'any 1970. Després de l'acte es va projectar la pel·lícula Morir d'amor, dirigida per André Cayatte.
Es van lliurar els mateixos quinze premis de la edició anterior i, a més, es van recuperar les medalles a millor actriu i actor de repartiment. La gran triomfadora va ser Tristana, que va guanyar les medalles a millor pel·lícula, director —Luis Buñuel— i actor —Fernando Rey. El director de fotografia Luis Cuadrado va obtenir la seva cinquena medalla consecutiva.

## Llista de medalles
| Categoria                            | Premiat                      | Labor premiada                                                            |
| ------------------------------------ | ---------------------------- | ------------------------------------------------------------------------- |
| Millor pel·lícula                    | Tristana                     | Pel·lícula                                                                |
| Millor director                      | Luis Buñuel                  | Tristana                                                                  |
| Millor actriu                        | Carmen Sevilla               | El techo de cristal                                                       |
| Millor actor                         | Fernando Rey                 | Tristana                                                                  |
| Millor actriu de repartiment         | María Asquerino              | Goya, historia de una soledad La tonta del bote                           |
| Millor actor de repartiment          | Francisco Pierrá             | El jardín de las delicias                                                 |
| Millor fotografia                    | Luis Cuadrado                | El jardín de las delicias Goya, historia de una soledad La tonta del bote |
| Millor música                        | Alfonso Santisteban          | La orilla                                                                 |
| Millors decorats i ambientació       | Wolfgang Burmann             | Goya, historia de una soledad                                             |
| Millor guió                          | Manuel Summers               | Urtain, el rey de la selva... o así                                       |
| Labor literària                      | Miguel Rubio                 | Treballs a Nuevo Diario                                                   |
| Millor pel·lícula estrangera         | The Arrangement              | Pel·lícula                                                                |
| Premi Antonio Barbero                | Emma Cohen                   | Labor de conjunt                                                          |
| Millor llibre                        | José Francisco Aranda García | Luis Buñuel                                                               |
| Labor periodística                   | Rafael Capilla Ruiz          | Treballs a Revista del Grupo de Exhibición i Marca)                       |
| Millor curtmetratge                  | Bolero de amor               | De Francesc Betriu                                                        |
| Millor pel·lícula de sales especials | Gertrud                      | Pel·lícula                                                                |